# Timoraca striata
Timoraca striata är en fjärilsart som beskrevs av Rothschild 1917. Timoraca striata ingår i släktet Timoraca och familjen tandspinnare. Inga underarter finns listade i Catalogue of Life.